# Gasværk
Et gasværk er en fabrik, der producerer bygas. Gassen bliver produceret ved at opvarme kul til omkring 1000 grader. Når kullene har afgivet al gas, er de blevet til koks. Ved gasproduktionen opstår der en række biprodukter såsom tjære, der også kan sælges. Produktionen af gas har medført stor forurening af de grunde hvorpå gasværkerne lå.
I dag bruger man ikke længere kul-produceret bygas i Danmark. Den traditionelle bygas er blevet erstattet af en naturgas-blanding, som er langt renere, både at producere og at afbrænde. Bygas produceres i dag ved at blande naturgas med luft i forholdet ca. 1:1. Bygasinstallationer og -apparater er ikke kompatible med apparater som er beregnet til ren naturgas fra naturgasrørnettet. Det sidste traditionelle gasværk i Danmark blev lukket i København i 2007.

## Historie
Allerede i det 17. århundrede havde kemikerne fundet, at kul ved opvarmning i lukkede beholdere udviklede en brændbar luftart og efterlod koks og tjære, men først i slutningen af det 18. århundrede fik sagen praktisk betydning. I 1792 lykkedes det englænderen William Murdoch at ophede kul i lukkede jernbeholdere og benytte den udviklede gas til oplysning af sin villa i Redruth i Cornwall. Dette primitive gasværk lå hele 22 m borte fra villaen og var det første egentlige gasværk med tilhørende rørledningsnet til fordeling af gassen. Hurtigt fulgte forbedringer og indretning af større anlæg, og i 1803 forsynede Murdoch Boulton og Watt’s Fabrik i Soho ved Birmingham og senere et større bomuldsspinderi i Salford med gasbelysning. Det var trangen til belysning, der udviklede den første gasværksindustri, og det var kun til belysning, at gassen anvendtes i de første år. Det var fabrikker, der først fik gasbelysning, og foruden at overvinde talløse tekniske vanskeligheder i begyndelsen, var det et næsten endnu større arbejde at overvinde myndighedernes og befolkningens rædsel for det mærkelige stof. Det kostede mange forhandlinger, inden man turde indføre gas som belysning i selve byerne, og en tjekke ved navn Winzer fra Mähren fik i 1806 stiftet et selskab i England til udnyttelse af opfindelsen. Den 28. januar 1807 blev for første gang den ene side af Pall Mall i London oplyst ved kulgas. I 1810 fik Winzer patent på flere detaljer ved sin fremgangsmåde, og i 1814 begyndte han at oplyse flere af Londons gader med kulgas. Det var dog vanskeligt for Winzer at holde foretagendet oppe, men efter at han i englænderen Clegg, en af Murdoch’s elever, havde fundet en særlig duelig hjælper, blev der indført så mange forbedringer, at foretagendet blev virkelig rentabelt og levedygtigt. Clegg havde blik for at konstruere tekniske hjælpemidler for de dele af fabrikationen, hvor der var mangler til stede, og så fortrinlige var mange af de således indførte apparater, at man endnu i mellemkrigstiden finder anvendt apparater, hvilende på de af Clegg angivne principper. Clegg opfandt fx, sammen med John Maldam, gasmåleren.
Da metoden havde stået sin prøve i London, fulgte snart flere større byer efter, og gasbelysning indførtes i Paris 1815, i Berlin 1826, i Wien 1833, i Leipzig 1838, i Christania (Oslo) 1848, i Stockholm 1853 og i København 1857.
Danmarks første gasværk fra 1853 lå i Odense, derefter fulgte 1854 i Aalborg og Helsingør, 1855 i Assens, Aarhus og Randers, 1856 i Silkeborg og Svendborg. I København var Vestre Gasværk det første, så fulgte 1878 Østre Gasværk, og, efter flere udvidelser af de eksisterende gasværker, i 1903—8 Valby Gasværk; ved indlemmelsen af Sundbyerne (på Amager) under København overgik endvidere 1902 Sundby Gasværk til København, som således i 1920 havde 4 gasværker.

## Teknisk udvikling
I tidernes løb har fabrikationsmetodens udvikling været ganske kolossal, navnlig med hensyn til ovnkonstruktionerne, transportforholdene for kul og koks på gasværkerne og udvinding og udnyttelse af biprodukterne ved fabrikationen: i de første år brugtes jernretorter, og et udbytte af 70 m3 pr døgn pr retort ansås for det højeste, der kunne opnås. Senere kunne man ved almindelig drift i en god generatorovn med 3 m lange, vandrette retorter pr døgn pr retort producere 250 m3. Oprindeligt udvandt man højest 250 m3 gas af et ton kul, senere, i hvert fald i de store gasværker, ofte over 325 m3, og de vertikalovne med kontinuerlig drift, der i mellemkrigstiden blev indført, kunne endog give ca. 400 m3 gas pr ton kul (engelsk Wigan kul, gas med lysstyrke 14½ hefnerlys). Man brugte oprindeligt ca. 50 % af de indvundne koks til at fyre under ovnen med. Ved de generatorovne, der fandtes i de fleste af de danske gasværker, anvendtes kun ca. 15 %, ved de nyere vertikalovne endnu mindre (10—12 %).
Tidligere havde kun koks værdi som biprodukt; senere udvandtes tjære, ammoniaksalte, der solgtes til andre fabrikker og omdannedes til gødningssalte, cyanforbindelser, benzol m.m. Disse forhold bragte fabrikationsprisen for kulgas så langt ned, at der efterhånden fandtes kulgas-værker i så at sige alle, selv mindre byer, hvor de oftest var i kommunalt eje og både skaffede befolkningen bekvem adgang til varme og lys og tillige med normale kulpriser skaffede en god indtægt for kommunen.

## Råstoffet og forsyningen med dette
Alle brændstoffer udvikler ved deres forbrænding lys og varme. Eftersom de fortrinsvis giver lys eller varme, deles de i:
- lysgivende brændstoffer: *faste: talg, voks, stearin, paraffin m.m. (lys);

- flydende: roeolie, petroleum m.m. (lamper);
- luftformige: lysgas, acetylen m.m. (lamper).

- Egentlige brændstoffer:

- faste: træ, tørv, brunkul, stenkul m.m.;
- flydende: mineralolie, spiritus m.m.;
- luftformige: lysgas, vandgas, generatorgas m. m.

Alle brændstoffer indeholder kulstof og brint, desuden mere eller mindre ilt og de faste tillige mineralske bestanddele (aske) samt oftest mindre mængder af kvælstof og svovlforbindelser.
Til den almindelige belysningsgas anvendtes stenkul. Stenkullene indeholder fra 75—90 % kulstof og 4—6 % brint. De har vægtfylde fra 1,2—1,5, og farven veksler fra brunlig gennem gråsort til sort. Efter farven skelnes mellem begkul (begsorte), skiferkul (gråsorte, let spaltende) og "cannelkul" (brunsorte, muslet brud). Efter deres forhold ved opvarmning blev de inddelte i:
1. bagende kul, der bager sammen, blæser sig op og giver de almindeligt porøse koks. Dette var de bedste gaskul. De kom fra England (Newcastle), men forekom også i Tyskland (Westfalen, Schlesien).
2. Sintrende kul (Skotland, Wales m.m.), der kun brænder løst sammen. De såkaldte "cannelkul" hørte til denne type. De gav på grund af deres større brintindhold mere og bedre gas end "gaskullene", og anvendtes tidligt som tilsætning til de almindelige gaskul, for at forhøje gassens lysstyrke eller af andre grunde. Cannelkullene gav nemlig meget dårlige koks med stort askeindhold, så at man tabte mere ved, at kokskvaliteten forringedes, end man vandt ved det noget større gasudbytte. I mellemkrigstiden anvendtes cannelkullene sjældent.[5]

De almindelige gaskul (Newcastle-kullene) indeholdt ca. 82 % kulstof, ca. 5½ % brint, ca. 7½ % kvælstof og ilt + 4 à 5 % aske.
Kullene opbevaredes på lager i kulhusene. Disses størrelse måtte helst svare til ca. ¼ - ½ af det årlige kulforbrug, for at der kan være nok dels til forbrug imellem kulleverancerne, dels for at have en beholdning at tage af i tilfælde af strejker, transportvanskeligheder, ophør af skibsfarten om vinteren og lignende.
I disse store kullagre kunne der gennem langsom iltning fra den atmosfæriske luft opstå temperaturstigninger i kulbunkerne, så at der ved selvantændelse kunne gå brand i kullene. Indholdet af svovlkis, fugtighed, lufttrækket gennem bunkerne og lignende årsager medvirker til faren for selvantændelse, og det var derfor aldeles nødvendigt, at kullagrene stadigt blev undersøgte med hensyn til deres temperaturforhold. Dette skete ved undersøgelsesrør, anbragte rundt i kulbunkerne med visse mellemrum, og gennem disse rør sænkedes termometre ned og temperaturen noteredes fra dag til dag for alle de forskellige steder i bunkerne. Hvis temperaturen steg for stærkt, måtte bunken "graves ud", så at der skaffedes den fri luft adgang til det pågældende sted; de angrebne kul spredtes og afslukkedes eventuelt.
Af enhver modtagen kulladning blev udtaget en prøve, der på gasværkets laboratorium undersøgtes med hensyn til gasudbytte og gaskvalitet samt koksudbytte og askeindhold, for at man derigennem kunne have et holdepunkt, dels for senere kulindkøb, dels til at se, om driften af gasværket var i orden.
Ved de større gasværker fandtes store, snildt indrettede kullosningsapparater, hvor kullene toges fra skibene eller jernbanevognene ved hjælp af store kraner; de lossedes ud i vogne og førtes med almindelig bane eller med tovbane over en vejerbod til gasværkets egentlige grund, hvor de førtes hen til aflæsningsapparaterne, der bestod af et andet system af vogne på skinner, der løb skråt ned i kulhusene oppe over kulbunkernes færdige lagerhøjde. Til betjening af disse vogne behøvedes der (ved system Hunt) kun, at man gav vognene et skub, så at de ved deres egenvægt samt kullenes vægt løb ned i kulhuset; de fangede under nedfarten en griber, der løftede en modvægt, som var mindre end vægten af kul og vogn, men større end den tomme vogns vægt. Inde i kulhuset stødte vognen på en spærreklods, der bragte vognen til at åbne sig, så at indholdet faldt ud netop på det sted, man ønskede, og til hvilket man i forvejen havde indstillet spærreklodsen. Den modvægt, der var løftet under den fyldte vogns fart ned i kulhuset, fik nu overtaget, og kastede den tomme vogn tilbage, så at den løb op ad de svagt skrånende skinner og igen stillede sig på plads parat til at fyldes på ny.
Fra kulhusene førtes kullene derpå, efterhånden som de skulle bruges, enten med trillebør eller med tipvogne til retorthusene, og i de større gasværker førtes de, efter i kulknuserne at være knuste til ensartet, passende størrelse, af transportbånd op til vejrs i retorthuset, så at de kunne udtømmes i lademaskiner, der atter med lange skeformede skovle førte kullene ind i retorterne.

## Gassens egenskaber
Ved ophedning af organiske stoffer i lufttætte beholdere foregår der alt efter ophedningsgraden en mere eller mindre stærk sønderdeling af stoffet. Først går, ved lidt over 100 °C, al fugtighed bort; dernæst forbinder ilten sig efterhånden, som temperaturen stiger, med brinten til vanddampe eller med kulstoffet til kulsyre eller kulilte. Jo mere ilt det oprindelige stof indeholdt, desto mere kulsyre og kulilte samt vanddampe vil der dannes i den udviklede gasblanding (olie vil fx, da den ikke indeholder ilt, ved tør destillation udvikle en gasblanding, hvor der hverken findes kulsyre eller vanddampe). De i råstoffet værende sammensatte kulbrinteforbindelser vil ved destillationen spaltes i mindre sammensatte kulbrinteforbindelser. Det i stenkullene værende kvælstof, der oprindeligt stammer fra æggehvidestofferne i de forkullede fortidsplanter, går dels over i koksene, og dels omdannes det til ammoniak, cyan, rhodan eller går over i tjæren. Svovlet i kullene blander sig med gassen som svovlbrinte eller svovlkulstof og fjernes ved rensning af gassen med myremalm.
Gassens sammensætning bliver altså i høj grad afhængig af råproduktets sammensætning, og som middeltal af er fundet følgende:
| Gassens bestanddele     | Stenkulsgas | Trægas | Oliegas | Vandgas karbureret med olie |
| ----------------------- | ----------- | ------ | ------- | --------------------------- |
|                         | Vol %       | Vol %  | Vol %   | Vol %                       |
| Brint (H)               | 49          | 33     | 27      | 36                          |
| Methan (CH4)            | 34          | 23     | 40      | 14                          |
| Kulilte (CO)            | 8           | 36     | -       | 30                          |
| Kulsyre (CO2)           | 2           | *      | -       | 5                           |
| Kvælstof (N2)           | 2           | -      | -       | 6                           |
| Tunge Kulbrinter (CnHm) | 5           | 8      | 33      | 9                           |

Kulgas, som den udvindes ved tør destillation, kan regnes pr m3 at have en brændværdi af ca. 5.000 varmeenheder ved 0° og 760 mm (H2O regnet i dampform). Vægtfylden er ca. 0,44, og gassen bruger til sin fuldstændige forbrænding i almindelig atmosfærisk luft en luftmængde svarende til ca. 5—6 gange sit eget rumfang. Kulgas har en særlig lugt, hvilket er af stor vigtighed, fordi man derved let mærker utætheder. Den er tillige noget giftig.
I ublandet tilstand er hulgas ikke eksplosiv. En flamme, der fremkaldes inde i en lukket beholder, der er fyldt med kulgas, vil slukkes af mangel på ilt. Men når gassen strømmer ud i luften og blandes med denne, opstår der en i høj grad farlig blanding, der eksploderer ved antænding. Når gassen er blandet med ca. 5 gange sit rumfang luft, vil den kunne forbrænde. Voldsomst er blandingens eksplosionsevne, når der er 8 à 10 gange så megen luft som gas. Fra 14 gange luft og opefter er blandingen atter ufarlig.

## Gassens fremstilling
Kullene blev ført fra kulhuset til retorthuset, hvor de afgassedes i retorterne, der var indmurede i ovnene. Efter gasværkernes størrelse indeholdt hver ovnbue fra 3 til højst 9 retorter af ildfast materiale. Kullene brangtes ind i retorterne, der med mundstykker (af støbejern) lukkedes for tilgang af atmosfærisk luft. Retorterne ophededes til lys rød glødhede, hvorved gassen afdestilleredes og undveg gennem standrørene og koksene blev tilbage i retorten. Retortovnen var i reglen en generatorovn, det vil sige en ovn, der havde et fyr (en Generator), hvori der af glødende koks ved tilledning af en begrænset mængde luft (primærluften) og nogen vanddamp, der udvikledes af en i bunden indsat vandkasse, udvikledes generatorgas. Dette "luftformige brændsel" blev forbrændt ved hjælp af ny tilledet atmosfærisk luft (sekundær-luften), der først var forvarmet ved at føres gennem kanaler jævnsides med, men adskilt fra dem, hvorigennem forbrændingsprodukterne fra ovnen (røgen) forlod ovnen. Selve forbrændingen foregik derved, at flammen slikkede op rundt om retorterne. Retorterne lå enten vandret eller i nogle ovntyper skråt, (Coze-ovne), for lettere at få koksene trukket ud. Endelig fandtes der ovntyper med lodret stående retorter (vertikal—ovne).
Fra hvert retortmundstykke førte et standrør af støbejern lodret til vejrs, og herigennem undveg den afdestillerede gasblanding. Standrøret var for oven bøjet nedad, så at det, for at forhindre gassen i at slå tilbage i retorten, dyppede ned i den flydende tjære og gasvand, der var samlet i et langt trugformet rør oven på ovnene, hydraulikrøret, hvilket kunne være fælles for flere ovne.
Ved at stige op gennem standrørene ville destillationsprodukterne afkøles, og en del af tjæren udskilte sig og løb ned i hydraulikken, der var forsynet med et overløb, liggende i en bestemt højde, så at standrørenes bageste del, dyprørene, dyppede lige meget ned i tjæren. Den overskydende
tjæremængde løb til tjærebassinet.
Når kullene var afdestillerede, åbnedes der for retorterne, og koksene blev trukket ud, enten ved håndkraft med lange ragere eller ved særlige maskiner (trækkemaskiner), der blev drevet ved vandtryk, ved komprimeret luft eller på anden måde. Mens retortmundstykket under trækningen stod åbent, hindrede dyprørenes dyp ned i tjæren gassen i at strømme fra hydraulikken og tilbage ud gennem standrørene.
I tidens løb afsatte der sig i retorterne store lag af grafit, der bestod af næsten rent kulstof, udskilt efterhånden af de kulbrinter, der fandtes i gassen, idet de kom i berøring med retortens glødende vægge. Når laget havde nået en vis tykkelse, løsnedes det ved, at retorten "brændes ud", det vil sige stod ophedet, men tom og med tilførsel af atmosfærisk luft. Grafitten sprang da fra langs retortens vægge eller brændtes delvis bort af luften. Resten af grafitten blev raget eller hugget bort og solgt senere som et biprodukt ved fabrikationen.
Fra hydraulikken førtes gassen i ledninger videre til kølerne, kondenserne, et system af rør, hvor gassen førtes den ene vej igennem, uden om rørene, mens disse afkøledes af vand, der i modgående retning strømmede gennem dem, eller afkølingen skete ved den udvendige atmosfæriske luft. Ved gassens afkøling udskiltes den største del af den tjære, der endnu fandtes i gassen, og løb bort til tjærebassinerne. De sidste spor af tjære blev derpå siet fra, ved at gassen førtes gennem en tjæreudskiller eller stødkondenser, såkaldt pelouz’er (efter opfinderen), hvor gassen blev tvunget gennem en række plader med små, for hinanden forsatte huller, så at tjæren blev holdt tilbage. Den løb så til tjærebassinerne.
Ved nogenlunde store gasværker blev der efter kondenseren, men ofte før pelouzeren indskudt en sugepumpe, en slags roterende luftpumpe, såkaldt exhauster, hvormed gassen blev suget bort fra retorterne og trykkedes gennem de følgende apparater. Herved kunne trykket i retorten under afgasningen holdes meget nær lig den udvendige lufts tryk, hvorved gasudviklingen lettedes og det tillige opnåedes, at den udviklede gas ikke så let undslap gennem de uundgåelige utætheder i retorterne.
Fra exhausteren blev gassen trykket gennem en skrubber eller vasker, hvor ammoniakken vaskedes fra, idet gasstrømmen mødte en modgående strøm af vand, der kom fra en beholder. Jo større overflade, dette strømmende vand spredte sig over, desto bedre opog det ammoniakken, og derfor dannedes skrubberen ofte som en stor jerncylinder, fyldt med koks eller lignende materiale med stor overflade, hvorover vandet rislede ned. I nyere tid brugte man ved nogenlunde store gasværker oftest andre typer af vasker, hvor store pakker af tynde plader ved maskinkraft plaskede op og ned i eller drejede sig rundt i det langsomt gennemstrømmende vand. Ammoniakken blev bundet i vandet, og dette løb bort som gasvand til en beholder eller et bassin, hvorfra det senere kunne føres til "ammoniakfabrikken" for at omdannes til svovlsurt ammoniak eller koncentreres. I mindre gasværker nøjedes man med at opsamle gasvandet og sende det til fabrikker, der opkøbte det for at forarbejde det videre.
Endnu var der svovlbrinte i gassen, og denne fjernedes i renserne, hvor gassen måtte trænge sig op gennem flere lag riste, belagte med myremalm, et jernholdigt mineral, der i Danmark hovedsagelig skaffedes fra de jyske hedeegne. Under påvirkning af myremalmen omdannedes svovlbrinten til svovljern, og gassen befriedes herved for svovlbrinten. For at gøre rensningen fuldstændig, måtte gassen føres gennem en 3—4 rensekasser i serie. Når rensemassen i en af rensekasserne ikke ville virke mere, sattes denne rensekasse ud af drift, og ved omstilling af en centrumsventil dirigeredes gasstrømmen gennem et andet sæt af rensere. Massen i den gamle rensekasse kørtes ud i det fri, og ved at skovle og kaste rensemassen flere gange frem og tilbage udluftedes den, og luftens ilt regenererede rensemassen, så at den kunne bruges igen. Det var dog kun et begrænset antal gange, at rensemassen således kunne regenereres, til sidst var massen så fyldt af svovljern og cyan- og rhodanforbindelser, at den måtte lægges til side som brugt rensemasse, der på grund af sit indhold af cyanforbindelser, hvoraf den var farvet helt blålig, havde stor værdi og solgtes til fabrikker, navnlig i Tyskland. I gasværksdriftens første tider rensedes gassen for svovlbrinte ved hjælp af kalk, men denne metode gik efterhånden ud af brug.

## Lagring
Gassen var nu færdig til brug. Den førtes gennem en stor gasmåler, stationsmåleren, for at man kunne se, hvor stor en gasmængde der var produceret, og derigennem danne sig et skøn over gasværkets driftsresultater. Derpå opsamledes gassen i gasbeholderne, der modtog den overskydende del af den i den mindste forbrugstid producerede gas og til gengæld hjalp til med forsyningen, når den største mængde gas anvendtes.
Gasbeholderen var en stor, omvendt jernklokke, der svømmede i et vandbassin og holdtes svævende af gassens tryk. Beholderens bevægelse op og ned var styret af hjul, der løb på langs af opretstående søjler med ledeskinner. Fra beholderen passerede gassen en regulator, der regulerede gassens tryk, så at denne altid sendtes ud i byens fordelingsledninger med et passende tryk, der indstilledes af gasværket, så at det var størst i de timer, hvor der brugtes mest gas.

## Ovnkonstruktionerne og deres betjening
På dette område skete der en stor udvikling. De ældste ovne var ristovne, hvor koksene kastedes ind på en almindelig rist og forbrændtes med almindeligt lufttræk. Disse ovne gik ud af brug, idet brændselsforbruget var ca. 30–50 kg koks pr 100 kg kul afgasset, og ved indførelsen af generatorovnene gik brændselsforbruget ned til mellem 10–15 kg koks pr 100 kg kul afgasset, altså en uhyre besparelse.
En generatorovn af type Schilling-Bunte virkede på følgende måde: i generatoren fandtes glødende koks. I bunden var indsat en kasse med vand. Atmosfærisk luft, der forvarmedes ved at gå frem og tilbage i nogle kanaler i generatorens sidevægge, blev ledet som primær luft ind over vandkassen og op gennem det glødende kokslag. Herved opstod dels kulsyre, der ved yderligere passage op gennem det glødende kokslag reduceredes til kulilte, og dels spaltes vanddampene i brint og ilt, hvilken sidste på lignende måde som den tilførte primærlufts ilt omdannedes til kulilte. Ved udgangen af generatoren fik man altså en brændbar gasblanding, der slog ud i flamme, idet den traf sammen med den tilførte friske atmosfæriske luft, sekundærluften, der, for at forvarmes, i zig-zag havde bevæget sig jævnsides med røgkanalerne, men adskilt fra disse, op til det sted, hvor generatorgassen gik ind i selve ovnen. Den lange røgflamme slikkede op om retorterne og trak gennem røgkanalerne ud i skorstenen. Det karakteristiske ved generatorovnen var altså, at den arbejdede med "luftformig brændsel" og stærkt "forvarmet luft til forbrændingen", og disse to ting i forening var det, der satte brændselsforbruget så langt ned i forhold til de gamle ristovne. Ved ganske små gasværker brugtes af hensyn til den mindre anskaffelsesudgift undertiden generatorovne, der ikke var så gennemført rationelt byggede. Disse typer kaldtes halvgeneratorovne, og de brugte noget mere koks til fyringen.
Retorterne i generatorovnene var af ildfast ler, de havde oftest ovalt tværsnit af ca. 350 mm X 450–500 mm og en længde af 2,5 à 3,0 m. I reglen lå retorterne vandret og enten sådan, at de var lukkede i den ende, der lå længst inde i ovnen eller således, at to ovnblokke var byggede sammen ryg mod ryg, og retorterne var "gennemgående" og ca. 2 X 3,0 m lange og med et mundstykke i hver ende. Undertiden lagdes retorterne skråt i ovnene (Coze-ovne) med en hældning af ca. 32—34° mod den vandrette linje og forsynede med et mundstykke i hver ende. Gennem det ene fyldtes kullene i, gennem det andet gled koksene ud, eventuelt i transportrender, hvorfra slæbekæder (kokskonveyer) førte koksene ud af retorthuset. Vinklen 32° var bestemt således, for at kullene gennem hele retortens længde skulle fordele sig i et lag af så vidt mulig ens tykkelse, og koksene netop ligge sådan, at de let gled ud, når det nedre mundstykke åbnedes og der pirredes lidt op i koksene. Heri lå samtidig en svaghed ved dette system, idet kullene ikke altid havde den samme glidevinkel, så at det kunne hænde, at man kom til at arbejde med en kulsort, der ville glide ned og pakke sig sammen i bunden af retorten, hvorved der kunne opstå betydelige driftsforstyrrelser. Systemet havde stor udbredelse og fungerede i reglen tilfredsstillende. Det fandtes fx på Frederiksberg Gasværk, medens København’s Vestre Gasværk havde generatorovne med vandrette, i bunden lukkede retorter, og Østre Gasværk og Valby Gasværk havde ovne med gennemgående retorter. Formålet med indførelsen af de skrå retorter var først og fremmest indskrænkelse af det til ovnenes betjening nødvendige mandskab. Derfor synes det også, som fremkomsten i de senere år af virkelig gode trække- og lademaskiner til vandret liggende retorter indskrænkede anvendelsen af skrå retorter ved nye anlæg.
På de mindre gasværker anvendtes såkaldte håndmaskinerier til trækning og ladning af retorterne, men på de store gasværker anvendtes trække- og lademaskiner af ret indviklede konstruktioner. De anerkendte systemer, der alle fungerede udmærket, og som dels gjorde arbejdet mere renligt og mindre anstrengende for arbejderne foruden det, at der sparedes betydeligt i mandskab, var navnlig følgende: West’s maskineri, en engelsk konstruktion, der arbejdede med komprimeret luft som drivkraft (denne type blev indført på de københavn’ske gasværker), Arrol og Fouli’s maskineri, der benyttede vandtryk, og Brouwer-Bamags maskineri, der til dels anvendte elektricitet til drivkraft.
I de almindelige generatorovne lå kullene i retorterne i ca. 6 timer, de var så afgassede, og koksene trukket ud, og retorterne fyldtes på ny med kul. Driften foregik altså i virkeligheden i afbrudte perioder. Dette var en af grundene til, at der krævedes et betydeligt mandskab til retorthusets drift, også efter at man havde fået de udmærkede trække- og lademaskinerier, og navnlig med de almindelige ovne var det umuligt at undgå nattearbejde. Man forsøgte derfor at forlænge destillationsperioderne så meget som muligt, ja endog at gøre dem kontinuerlige, og dette lykkedes efterhånden også. Man slog ind på to helt forskellige veje, dels at bygge store såkaldte kammerovne, dels at anvende lodret stående retorter. Foruden at give besparelse i driftsmandskab for de store gasværkers vedkommende, skaffede disse nye systemer bedre hygiejniske forhold i retorthusene, så at arbejderne ikke udsattes i så høj grad som tidligere for temperaturforandringer og støv. Tillige fik man større gasudbytte pr ton kul og bedre biprodukter, thi de rum, i hvilke kullene afdestilleredes, var ved disse ovne langt større end de enkelte retorter. Derved kom kullene i berøring med et meget mindre fladeareal af glødende vægge, og den afdestillerede gasblandings kulbrinter spaltedes derfor ikke så let ved for høj temperatur. Ved almindelig tør afdestillering i disse store ovne kunne pr ton kul fås 310–350 m3 gas, og produktionen kunne yderligere forøges ved, at der mod slutningen af destillationsperioden sørgedes for noget højere temperaturer i ovn og indblæsning af noget vanddamp. Ganske vist aftog kvaliteten af den udvundne gas stærkt efterhånden, som destillationsperioden skred frem, men selv med det høje gasudbytte kunne en øvre brændværdi af 5.000 kg° pr m3 godt holdes.
Som eksempel på kammerovne anføres Münchener kammerovne, der bestod af en stor generatorovn med fra eet til tre store kamre med skrå bund. Ovnen var ca. 4,4 X 4,6 X 8,9 m og ladningen ca. 9,5 ton kul, der afgassedes i løbet af 24 timer. Andre moderne typer var System Koppers, der både byggedes med regenerativfyring og med rekuperativfyring og som muliggjorde anvendelse af dårlige kul, affaldsbrændsel og lignende til ovnens opfyring. Endvidere System Klonne, der både byggede horisontalkammerovne og vertikalkammerovne samt en type, der kunne installeres i de gamle ovnbuer af almindelige generatorovne med 9 retorter.
Ovntyperne med lodrette retorter faldt i to grupper, dels dem, der blev trukket efter en vis destillationstids forløb (sædvanlig 11—12 timer, fx Dessauer-Vertikalovnene eller vertikalovne system Pintsch-Bolz), dels dem, der havde kontinuerlig drift, det vil sige, hvor kullene fyldtes i foroven og koksene efterhånden, som kullene var af gassede, blev trukket ud forneden. Af denne art ovne, der navnlig i England vandt indpas, skal beskrives et engelsk system: Glower-West’s ovn; ovne af lignende princip byggedes også af Woodall-Duckham, af Dessauer Vertikalovnsselskabet og flere andre.
Retorterne i Glower-West Ovnen var ca. 6½ m høje og af elliptisk tværsnit, større og større nedad, fordi kullene ved afgasningen og omdannelsen til koks forøgede deres volumen. Med elevator førtes kullene til en større kulbeholder, hvorfra der hver anden time tilførtes den enkelte retorts kulbeholder de nødvendige kul, der i stadig strøm langsomt gled ned gennem retorten, afgassedes og omdannedes til koks, som ved en skrue uden ende førtes ud i et kokskammer med gastæt lukke. Af dette kammer udtømtes koksene hver anden time. Den enkelte retort kunne producere 1.000-1.100 m3 gas pr døgn; mere eller mindre efter som koksskruens hastighed ændredes. Hver retort dannede en enhed for sig med egen tilførsel af kul og damp, afgang af gas og udtømning af koks. 2 eller 4 retorter (efter gasværkets størrelse) dannede en gruppe, flere grupper et ovnbatteri. Af koksene var en del allerede i retorten ved tilsætning af vanddamp omdannet til vandgas, så at den producerede blandingsgas, der forlod retorten, bestod af kulgas og vandgas, netop afpasset til at have den lovbefalede brændværdi. Det var muligt at opnå dette, fordi ovnens flammekanalers vandrette anordning gjorde, at forbrændingsprodukterne altid gik fremad og opad, aldrig nedad. Dette tillod, at temperaturen over alt i retorten kunne gøres ens eller indstilles efter ønske, at gassen aldrig kom til at passere steder, der var hedere end det sted, hvor den udviklededes (dette ville kunne dekomponere gassen), samt at ovnen kunne arbejde med lavt skorstenstræk, og at det ildfaste materiale skånedes. Koksene, der udtømmedes forneden af retorten, var afkølede, idet den sidste del af deres varmeindhold var udnyttet til forvarmning af den til fyringsgassens forbrænding nødvendige sekundærluft, eller eventuelt til frembringelse af vanddamp. Inden fyringsgassens forbrændingsprodukter gik i skorstenen, udnyttedes deres varme ogsåa, dels til gradvis opvarmning af de friske kul, der skulle fyldes i retorten, dels til frembringelse af vanddamp. Det var på denne måde muligt at opnå høj varmeøkonomi med dette anlæg.
Ved meget store moderne gasværker gled i mellemkrigstiden grænserne for gasværker og koksværker over i hinanden, så at koksværkerne kom til at optræde som koksfabrikker, der tillige forsynede byen med gas.